# Нацуёси, Юко
Юко Нацуёси (яп. 夏吉 ゆうこ Нацуёси Ю:ко, род. 1 мая, префектура Осака, Япония) — японская сэйю и певица.

## Биография
Юко Нацуёси родилась 1 мая в префектуре Осака. В детстве ей нравились сцены превращений в аниме-сериале «Сейлор Мун», и она их часто пересматривала. Посмотрев сериал уже во взрослом возрасте, Нацуёси назвала персонажей-злодеев очень привлекательными. Среди других её любимых работ — Mononoke и Descending Stories: Showa Genroku Rakugo Shinju.
В 2016 году успешно прошла программу отбора сэйю Seiyu Artist Ikusei Program Selection (яп. 声優アーティスト育成プログラム・セレクション Сэйю: а:тисуто икусэй пурогураму сэрэкусён), организованную агентством талантов Ken Production. После двухлетнего обучения в школе по подготовке сэйю заключила контракт с данным агентством. Свою дебютную роль Нацуёси получила в аниме-сериале «Необъятный океан» (2018), в котором озвучила безымянную участницу клуба «Тинкербелл». В 2019 году была выбрана на роль Химэко Масимы в аниме-сериале Show by Rock!! Mashumairesh!! (2020) компании Sanrio.
В 2020 году озвучила Юю Сираи в аниме-сериале Assault Lily Bouquet и в составе коллектива Hitotsuyanagi-tai, участницами которого стали сэйю главных героинь сериала, исполнила две закрывающие музыкальные темы: первую «Edel Lilie» и третью «Growing», а в дуэте с Хикару Акао — вторую «Heart + Heart». За этот же год озвучила Вивиан в Journal of the Mysterious Creatures, Ямаду в My Roomie Is a Dino и Сашу Некрон в The Misfit of Demon King Academy.
В конце октября 2021 года была утверждена на роль Рио Сэйбу в аниме-сериале Shine Post (2022), а в начале ноября — на роль Цубаки в In the Heart of Kunoichi Tsubaki (2022) и Эмэры в She Professed Herself Pupil of the Wise Man (2022). 
В августе 2022 года Нацуёси совместно с композитором и гитаристом Ямато сформировала музыкальный дуэт Arika, в котором она выступает в качестве вокалистки. 1 сентября был выпущен их дебютный цифровой сингл «Gyoko» (яп. 暁光 Гё:ко:, «Рассвет»). К аниме-сериалу Unnamed Memory (2024—2025), в котором Нацуёси получила роль Сильвии, дуэт исполнил песни «blan_» и «inclusion», ставшие закрывающими музыкальными темами первого и второго сезонов соответственно.

## Избранная фильмография

### Аниме-сериалы
2019
- Karakuri Circus — Альфа

2020
- Assault Lily Bouquet — Юю Сираи[7]
- Journal of the Mysterious Creatures — Вивиан[11]
- Motto! Majime ni Fumajime Kaiketsu Zorori — сотрудница, жена, Полилин
- My Roomie Is a Dino — Ямада[13]
- Show by Rock!! Mashumairesh!! — Химэко Масима[6]
- The Misfit of Demon King Academy — Саша Некрон[14]

2021
- Assault Lily Fruits — Юю Сираи
- Build Divide -#000000 (Code Black)- — Михару
- Show by Rock!! Stars!! — Химэко Масима[22]
- To Your Eternity — Мья[23], деревенская женщина, служанка, брат Чана
- «Я 300 лет убивала слизь и прокачалась на максимум» — Монк

2022
- Build Divide -#FFFFFF (Code White)- — Михару
- Don’t Hurt Me, My Healer! — Медуза[24]
- In the Heart of Kunoichi Tsubaki — Цубаки[16]
- She Professed Herself Pupil of the Wise Man — Эмэра[17]
- Shine Post — Рио Сэйбу[15]
- To Your Eternity (второй сезон) — Мья, Мил

2023
- My New Boss Is Goofy — Сумита
- The Misfit of Demon King Academy (второй сезон) — Саша Некрон[25], Линьон
- Uma Musume: Pretty Derby (третий сезон) — Шеваль Гранд[26]
- Yu-Gi-Oh! Go Rush!! — Диноис Вельгир

2024
- A Nobody’s Way Up to an Exploration Hero — Мотакэ, мать Хикари
- Beyblade X — Тэнка Сиробоси
- Blue Miburo — Ироха Тирину[27]
- The Misfit of Demon King Academy (вторая половина второго сезона) — Саша Некрон
- Unnamed Memory — Сильвия[19]
- Yakuza Fiancé — Аяно

2025
- Backstabbed in a Backwater Dungeon — Нэмуму[28]
- Egao no Taenai Shokuba Desu — Нана Футами[29]
- New Panty & Stocking with Garterbelt — Фастенер[30]
- Unnamed Memory Act.2 — Сильвия
- Utagoe wa Mille-Feuille — Мусубу Маюмори[31]
- «Поднятие уровня в одиночку» (второй сезон) — Мари

### Аниме-фильмы
- 2019 — Legend of the Galactic Heroes: Die Neue These — Stellar War — Нобл
- 2019 — Seven Days War — Юки

### ONA
- 2020 — Sakura Kakumei: Hanasaku Otome-tachi — Асэби Микохама[32]

### Компьютерные игры
2019
- Machimusu: Earth Defense Live — Нью-Йорк[33]
- Pokémon Masters — Уитни[34]
- The Legend of Zelda: Link’s Awakening — Марин
- Toho Cannonball — Минамицу Мураса[35]

2020
- Last Period: The Story of an Endless Spiral — Фурау
- Magia Record — Мэгуру Хибики[36]
- Sakura Kakumei: Hanasaku Otome-tachi — Асэби Микохама[32]
- Show by Rock!! Fes A Live — Химэко Масима[37]

2021
- Assault Lily Last Bullet — Юю Сираи
- Figure Story — Диа[38]
- SINce Memories: Hoshi no Sora no Shita de — Мисора Мидзумото[39]

2022
- Azur Lane — эсминец «Альфредо Ориани»
- Blue Archive — Кадзуса Кёяма
- To Aru Majutsu no Index: Imaginary Fest — Аямэ Фусо

2023
- Hyperdimension Neptunia GameMaker R:Evolution — Пипи[40]
- Riichi City — Хина Инукай
- Uma Musume: Pretty Derby — Шеваль Гранд[41]

2024
- Granblue Fantasy — Сабрина
- Uma Musume Pretty Derby: Party Dash! — Шеваль Гранд
- Umbraclaw — Цукумо[42]
- Unicorn Overlord — Лиза
- Visions of Mana — Карина[43]
- White Cat Project — Вега[44]

2025
- Genso Rogoku no Kaleidoscope 2 — Куронэ Удзухана[45]
- Kanade — Канадэ[46]
- Shine Post: Be Your Idol! — Рио Сэйбу
- Tribe Nine — Цуки Ироха[47]

### Другие роли
- 2022 — озвученный комикс Otsukare Onii-san wa Shugeinuma ni Tsukaritai — Саёко[48]
- 2025 — промовидео к манге Mane Mane Nichi Nichi — Юки Химэмия[49]